# Ottó Hellmich
Miksa Ottó Hellmich, wcześniej Schwengber (ur. 6 kwietnia 1874 w Budapeszcie, zm. 4 lipca 1937 tamże) – węgierski gimnastyk, medalista olimpijski.
Uczestniczył w rywalizacji na V Letnich Igrzyskach olimpijskich rozgrywanych w Sztokholmie w 1912 roku. Wystartował tam w jednej konkurencji gimnastycznej. W wieloboju drużynowym w systemie standardowym, z wynikiem 45,45 punktu, zajął z drużyną drugie miejsce, przegrywając jedynie z drużyną włoską.
Reprezentował barwy klubu Óbudai Torna Egylet. Jego brat Miksa Hellmich występował na igrzyskach międzyolimpijskich w 1906 w Atenach w konkurencjach lekkoatletycznych.